# Fünf Freiheiten (Tierwohl)
Die Fünf Freiheiten (englisch Five Freedoms) sind ein Konzept zur Bewertung des Wohlbefindens von Tieren, die sich in menschlicher Obhut befinden.

## Hintergrund
Im Jahr 1964 veröffentlichte die britische Autorin und Tierrechtsaktivistin Ruth Harrison das Buch Animal Machines, das kritische Zustände in der intensiven Nutztierhaltung offenlegte. Die britische Regierung reagierte auf die durch das Buch ausgelöste öffentliche Empörung mit der Einrichtung eines Komitees, das das Tierwohl von Nutztieren untersuchen sollte. Unter Leitung des Zoologen Francis Brambell entstand daraus ein Bericht, der u. a. die Forderung enthielt, dass Tiere die Möglichkeit haben müssten zu stehen, sich hinzulegen, sich zu putzen und ihre Gliedmaßen zu strecken. Im Dezember 1979 veröffentlichte der im selben Jahr von der britischen Regierung initiierte Farm Animal Welfare Council ein Dokument, das im Zusammenhang mit den Mindestanforderungen für die Haltung von Tieren bestimmte Freiheiten definierte. Auf diesen Grundlagen entwickelte Veterinärmediziner John Webster das umfassendere Konzept der Fünf Freiheiten, das 1993 vom britischen Farm Animal Welfare Committee (FAWC) veröffentlicht wurde.

## Die Fünf Freiheiten
Die durch Webster erweiterten Fünf Freiheiten, die auch Aspekte wie Nahrung, Gesundheit und Sicherheit der Tiere beinhalteten und sich in der Folge international etablierten, lauten:
1. Freiheit von Hunger, Durst und Fehlernährung
Die Tiere haben freien Zugang zu frischem Wasser und erhalten Nahrung, die ihre vollständige Gesundheit und Vitalität aufrechterhalten.
2. Freiheit von Unbehagen
Den Tieren wird ein geeignetes Umfeld inkl. Unterstand und angenehmer Ruhezone gewährt.
3. Freiheit von Schmerz, Verletzung und Krankheit
Krankheiten und Verletzungen der Tiere werden durch tiermedizinische Betreuung möglichst verhindert bzw. schnell diagnostiziert und behandelt.
4. Freiheit von Angst und Leiden
Die Tiere leben unter Bedingungen, die psychisches Leiden vermeiden.
5. Freiheit zum Ausleben normalen Verhaltens
Den Tieren werden ausreichend Platz sowie die Gesellschaft mit Artgenossen (sofern sie keine Einzelgänger sind) gewährt.

## Wirkung
Das Konzept der Fünf Freiheiten hat sich international als ein Bewertungskriterium für Tierwohl etabliert. Die Weltorganisation für Tiergesundheit (OIE) erkennt die Fünf Freiheiten als eines der Leitprinzipien für das Tierwohl an. Die Vereinigung Europäischer Tierärzte empfiehlt, bei der Begutachtung des Tierwohls immer die Fünf Freiheiten miteinzubeziehen.
Die Fünf Freiheiten haben nationale Tierschutzgesetze zahlreicher Staaten beeinflusst, beispielsweise von Neuseeland, Nicaragua, Mexiko, Österreich und Tansania. Auch zahlreiche internationale Tierschutzorganisationen (z. B. Humane Society International, IFAW, RSPCA) nutzen die Fünf Freiheiten als Tierwohlindikatoren.

## Rezeption
Veterinärmediziner David Mellor kritisiert, dass die Fünf Freiheiten kaum zu verwirklichende Erwartungen an die Nutztierhaltung weckten. Die Fünf Freiheiten hätten fälschlicherweise das Bild einer realisierbaren perfekten Haltung gezeichnet, in denen Tiere in jeder Hinsicht frei von Leiden seien. Es sei jedoch nicht möglich, Nutztiere vor negativen Einflüssen zu bewahren. Webster stimmt zu, dass eine absolute Verwirklichung der von ihm postulierten Freiheiten in der kommerziellen Nutztierhaltung unrealistisch sei. Vielmehr könnten die Fünf Freiheiten aber einen Wegweiser darstellen, mit dem bestehende Haltungssysteme schrittweise verbessert werden können.